# Pietro Boccheciampe
Pietro Boccheciampe (Oletta, 1814 – dopo il 1886) è stato un brigante francese con cittadinanza britannica.
Corso dotato anche di cittadinanza britannica, seguì Attilio ed Emilio Bandiera in Calabria, ma, impaurito dalle autorità borboniche, consegnò loro i compagni per avere la salvezza.
Nonostante la fucilazione dei fratelli Bandiera, nel 1844 fu condannato a 5 anni di carcere, ma graziato nel 1846. Da quell'anno visse in Albania, in Grecia e a Corfù.